# Sam Cooke
Samuel Cook (Clarksdale, Mississippi, 1931. január 22. – Los Angeles, Kalifornia, 1964. december 11.), művésznevén  Sam Cooke, amerikai gospel, soul, R&B énekes, dalszerző. A soul zene egyik nagy hatású úttörőjének számít.
1957 és 1964 között 29 dala került fel az amerikai Top 40-es slágerlistára. Legismertebb és legsikeresebb dalai: You Send Me, A Change Is Gonna Come, Chain Gang, Wonderful World és a Bring It on Home to Me. 1986-ban az elsők között iktatták be a Rock and Roll Hall of Fame-be.
Az első fekete zenészek közé tartozott, akik a zeneipar üzleti oldalával is foglalkoztak. Saját lemezkiadó céget alapított SAR Records néven. Aktívan részt vett az amerikai polgárjogi mozgalomban.
1964. december 11-én a Los Angeles-i Hacienda Motelben a tulajdonos agyonlőtte. Cooke ekkor 33 éves volt. A bíróság az ügy vizsgálata során azt állapította meg, hogy a motel tulajdonosa jogos önvédelemből lőtt. Halálának körülményeit azóta is sokan vitatják.

## Élete
Cooke a Mississippi állambeli Clarksdale városában született. Családnevéhez később tett hozzá egy „e” betűt, ennek oka nem tisztázott. Annie Mae és Charles Cook baptista tiszteletes nyolc gyermekének egyike volt. Bátyja, L.C. Cook a Johnny Keyes and the Magnificents nevű doo-wop zenekarban énekelt. 1933-ban a család Chicagóba költözött.
Cooke énekesi karrierje azzal kezdődött, hogy The Singing Children nevű formációban testvéreivel gospelt énekeltek. Tinédzser korában a The Highway Q.C.'s nevű gospel együttes frontembere volt. 1950-ben Cooke bekerült a The Soul Stirrers nevű nagy hatású és népszerű gospel zenekarba, ahol számos sikeres vallásos dalt jelentettek meg a Los Angelesi Specialty Records kiadónál.

### Karrier
1956-ban jelentkezett az első, „Loveable” című világi témájú dalával, Dale Cooke álnéven. A speciality Records vezetőjének a kérésére azért használt álnevet, hogy ne váltsa ki a gospel dalai miatt őt megkedvelő vallásos rajongói haragját (a The Soul Stirrersel egészen 1957-ig énekelt vallásos dalokat). Hangja alapján természetesen hamar fel lehetett ismerni, így a kiadó vezetője végül beleegyezését adta, hogy saját nevén énekeljen világi témájú dalokat. Cooke ekkor Bumps Blackwell producer irányítása alatt kezdett dolgozni soul és R&B dalokon. Ez viszont nem tetszett a kiadó vezetőjének, mivel a Cooke által játszott zene stílusa nagyon hasonlított a kiadó egy másik énekesének, Little Richard zenéjéhez. A folyamatos viták miatt Cooke és Blackwell rövidesen elhagyta a Speciality Records kiadót.
1957-ben országosan is ismert lett, miután fellépett az ABC televízió egyik műsorában. Ugyanebben az évben leszerződött a Keen Records kiadóval. Az új kiadónál megjelentetett első kislemezén a You Send Me című dala volt hallható (a lemez másik oldalán George Gershwin Summertime című dalának feldolgozása szerepelt), amely hat hétig vezette a Billboard R&B listáját.
1961-ben Cooke megalapította saját lemezkiadó cégét, SAR Records néven. A kiadó menedzselte többek között Bobby Womacket és Johnnie Taylort. Nem sokkal később elhagyta a Keen Records kiadót és az RCA Recordshoz szerződött. Az RCA gondozásában jelent meg a Chain Gang című száma, amely a Billboard listán a második helyig jutott. További sikeres dalai ebből az időből a Sad Mood, a Bring it on Home to Me, az Another Saturday Night és a Twistin' the Night Away.
Soul és R&B kislemezei mellett egy sikeres bluesos hangzású nagylemezt is megjelentetett 1963-ban Night Beat címmel.

### Halála
Cooke 1964. december 11-én halt meg, 33 évesen, amikor a Los Angeles-i Hacienda Motel tulajdonosa lelőtte. Bertha Franklin, a motel tulajdonosa azt vallotta a rendőröknek, hogy önvédelemből lőtte le, mivel Cooke fenyegetően lépett fel vele szemben. A rendőrök Cooke holttestét a motel irodájában találták meg. Csak egy kabát és cipő volt rajta. Franklin elmondása szerint Sam Cooke egyszer csak őrjöngve tört be irodájába azt a nőt keresve, akivel korábban bejelentkezett a hotelbe. Dulakodni kezdtek, mire Franklin a pisztolyáért rohant, és saját testi épségét féltve lelőtte az énekest. A rendőrség később előkerítette azt a nőt, akinek holléte felől Cooke Bertha Franklinnél érdeklődött. Elisa Boyer vallomásában azt állította, hogy Cooke akarata ellenére vitte a Hacienda Motelbe, ahol meg akarta erőszakolni. Mikor Cooke a fürdőszobába ment, Boyer – állítása szerint véletlenül – mindkettejük ruháit felkapta, és elszaladt a szobából. Sokan azonban nem hittek Boyernek, mivel Cooke nagy mennyiségű készpénze sosem került elő, a nőt pedig nem sokkal később prostitúció miatt tartóztatták le.
A bíróság úgy döntött, hogy Franklin jogos védelemből lőtt, és felmentette a gyilkosság vádja alól.
Sam Cooke-ot a kaliforniai Glendale-ben temették el.
Feltűnést keltett, hogy alig három hónappal Cooke halála után az özvegye feleségül ment Bobby Womack énekeshez, akitől azután  1970-ben elvált.

## Hatása
Halála után nem sokkal a Motown Records kiadó megjelentetett egy feldolgozás lemezt, amelyen a The Supremes énekelte Cooke dalait.
1986-ban beválasztották a Rock and Roll Hall of Fame tagjai közé.
1999-ben Grammy Életműdíjat kapott.
2004-ben a Rolling Stone magazin a 16. helyre rangsorolta a Minden idők 100 legjobb művésze című listáján, 2008-ban pedig negyedik lett a Minden idők legjobb énekesei között.

### Wonderful World
Több alkalommal is feldolgozták az 1959-ben írt, és 1960-ban megjelent Wonderful World című szerelmes dalát.
A brit Herman’s Hermits nevű beat együttes nagy sikert ért el az 1960-as évek közepén, miután a számot Cooke halála után feldolgozták a saját stílusukban, így tisztelegve Cooke művészete előtt.
Otis Redding három számot is előadott Cooke-tól az 1965-ben megjelent Otis Blue: Otis Redding Sings Soul című albumán, köztük ezt is.
Az 1970-es években négy feldolgozás is megjelent. Bryan Ferry 1974-ben dolgozta fel az Another Time, Another Place című lemezén, David Bromberg a Midnight on the Water című albumán adta elő dalt 1975-ben. Johhny Nash 1976-ban vitte sikerre a dal egy diszkósabb hangzású feldolgozását, majd Art Garfunkel 1977-es Watermark című albumán jelentetett meg egy feldolgozást, Paul Simon és James Taylor közreműködésével.
Terence Trent D’Arby az 1980-as évek végén dolgozta fel a dalt, ami 2002-ben egy greatest hits albumán is megjelent.
The Flying Pickets nevű brit acapella együttes 1994-ben jelentette meg saját feldolgozását The Original Flying Pickets: Volume 1 című feldolgozás lemezükön.
Michael Bolton is előadta a dalt, az 1999-ben megjelent Timeless: The Classics Vol. 2 című albumon.
2005-ben a skót énekes, Jim Diamond is énekelte a dalt.
Jesse Malin On Your Sleeve című, 2008-ban megjelent negyedik stúdióalbumán – amely csak feldolgozás dalokat tartalmaz – szerepelt ez a dal is.
Rod Stewart a 2009-es Soulbook albumán énekelte a dalt.
A feldolgozások mellett több filmben is betétdal lett. Szerepelt az 1978-as Party zóna című amerikai filmvígjátékban, illetve az 1983-as Kifulladásig Los Angelesben című akciófilmben. Az 1985-ös A kis szemtanú című drámában a dal Greg Chapman előadásában volt hallható, majd nem sokkal később 1986-ban egy Levi's farmer reklámjában szerepelt a dal, Tony Jackson feldolgozásában. Legutóbb a 2005-ben bemutatott Randiguru című vígjáték nyitójelenetében volt hallható.
A 2008-as amerikai elnökválasztási kampányban Barack Obama jelentkezett egy kampányfilmmel, amelyben a dal szólt módosított szöveggel.

### A Change Is Gonna Come
Az 1963-ban rögzített, és nem sokkal Cooke halála után megjelent A Change Is Gonna Come című dal üzletileg nem volt olyan sikeres, mint a korábbi dalok, de rendkívül népszerű lett a polgárjogi mozgalom aktivistái, és az afroamerikaiak körében. A dalt játszották Malcolm X temetésén, illetve a róla szóló Malcolm X című Spike Lee film zenéi között is szerepelt.
Az elnök emberei című televíziós sorozat egyik epizódjában volt hallható James Taylor előadásában.
2012. február 18-án, Kim Burrell tiszteletes módosított szöveggel adta elő a dalt Whitney Houston énekesnő temetési szertartásán.
2012 áprilisában Joshua Ledet adta elő a dalt, az amerikai Fox televíziós csatornán futó American Idol című zenei tehetségkutató műsorban.

## Diszkográfia
- Sam Cooke (1957)
- Encore (1958)
- Tribute To The Lady – Billie Holliday (1959)
- Hit Kit (1959)
- I Thank God (1960)
- Cooke's Tour (1960)
- Hits of the 50's (1960)
- The Wonderful World of Sam Cooke (1960)
- Sam Cooke (1961)
- My Kind of Blues (1961)
- Twistin' the Night Away (1962)
- The Best of Sam Cooke (1962)
- Mr. Soul (1963)
- Night Beat (1963)
- Ain't That Good News (1964)
- Sam Cooke at the Copa (koncertalbum) (1964)

## Posztumusz diszkográfia
- Shake (1965)
- The Best of Sam Cooke, Volume II (1965)
- Try a Little Love (1965)
- Sam Cooke at the Harlem Square Club (1963-ban rögzített koncertalbum) (1985)
- The Man and His Music (1986)
- Portrait of a Legend: 1951–1964 (2003)
- Portrait of a Legend: 1951–1964 (újrakiadás) (2005)

## Fordítás
- Ez a szócikk részben vagy egészben  a   Sam Cooke című angol Wikipédia-szócikk fordításán alapul.  Az eredeti cikk szerkesztőit annak laptörténete sorolja fel. Ez a jelzés csupán a megfogalmazás eredetét és a szerzői jogokat jelzi, nem szolgál a cikkben szereplő információk forrásmegjelöléseként.